# The Coasters
The Coasters es un grupo rhythm and blues  vocal que colocó éxitos durante la década de los años 1950 iniciando con Searchin y Young blood, la canción más memorable, escrita por el equipo de producción de Leiber y Stoller. Sus canciones han sido frecuentemente imitadas, dejando un importante legado a la música de los años 1960.

## Estilo
Estilo: rhythm and blues, la banda original estaba integrada por Carl Gardner, Bill Guy, Bobby Nunn, cantantes de color con una marcada influencia Country e influido por el Western Norteamericano, sus temas y estilo son generalmente ambientados en el viejo oeste americano.

## Historia
El equipo de composición Jerry Leiber y Mike Stoller había comenzado Spark Records, Y en 1955 produjo "Smokey Joe's Cafe" de The Robins (5 º individual con sus Leiber-Stoller). El disco fue tan popular que Atlantic Records Leiber y Stoller ofreció contratos de producción independientes para producir en the Robins para el sello Atlantic. Sólo dos de The Robins - Gardner y Nunn - estaban dispuestos a hacer el cambio a Atlantic, grabando sus primeras canciones en el mismo estudio que había hecho el Robins (Master Recorders). A finales de 1957, el grupo se trasladó a Nueva York y sustituye Nunn y Hughes, con Cornelius Gunter y Will "Dub" Jones. El cuarteto de nuevo a partir de entonces con destino en Nueva York (aunque todos tenían las raíces de Los Ángeles).

## Legado
The Coasters tuvieron una importante repercusión entre los artistas de Rock de los 60s y 70´s por ejemplo Leon Rusell grabó Young blood en un concierto en Bangladesh en 1971, y en otros grupos como The Beach Boys, The Rolling Stones y The Beatles. Entre los éxitos de The Coasters están Yakety Yak número uno en la lista Billboard por una semana en 1958, Charlie Brown, Poison Ivy y  Alone came Jones, esta última, nombre de un filme.
En 1999 fueron incluidos en el Salón de la Fama de los Grupos Vocales.